# Tűz- és elemikár-biztosítás
Tűz- és elemikár-biztosítás: a 2014. évi LXXXVIII. törvény alapján a biztosító fedezetet nyújt a biztosított vagyontárgy (ingatlan, berendezés, gépek, anyagok stb.) minden károsodására vagy veszteségére a következők miatt:
1. tűz;
2. robbanás;
3. vihar;
4. viharon kívüli egyéb elemi kár;
5. atomenergia;
6. földcsuszamlás, talajsüllyedés és földrengés.